# Ангел Докурчев
Ангел А. Докурчев е български революционер, велешки градски войвода на Вътрешната македоно-одринска революционна организация.

## Биография
Докурчев е роден във Велес, Османската империя, днес Северна Македония. Назначен е за градски войвода в 1898 година, а в 1903 година е арестуван и осъден на 15 години затвор.
При избухването на Балканската война в 1912 година е доброволец в Македоно-одринското опълчение и служи в четата на Тодор Оровчанов. След избухването Междусъюзническата война в 1913 година Докурчев е арестуван заедно с Тодор Боцев и осъден на смърт от сръбските власти, но успява да избяга от затвора.
По случай 15-ата годишнина от Илинденско-Преображенското въстание, за заслуги към постигане на българския идеал в Македония през Първата световна война в 1918 година, Ангел Докурчев е награден с орден „За заслуга“.
Умира в 1918 година в сражение със сръбската чета на Йован Бабунски.